# چهارده (فلارد)
چهارده، روستایی در دهستان شهریار بخش مرکزی شهرستان فلارد در استان چهارمحال و بختیاری ایران است.
روستای چهارده یکی از جدید ترین روستا های بخش فلارد می‌باشد و قدمت آن کمتر از 70 سال می باشد و در املاک روستای گنج واقع شده است.این روستا از فامیلهای منصوری و رستمی با اکثریت امار و جانبازی عسکری کریمی و مرادی با حداقل آماری است.یکی از اثار در این روستا قلعه این روستا ست که بدنه طبیعی و سنگچینی قدیمی در بخش همسطح آن،او را به دژی استراتژیک تبدیل کرده که بر اثر بی ملاحظگی وبی فرهنگی بعضی از افراد بخشی از دیواره تخریب و از آن به عنوان مصالح سنگی در ساختمان ها استفاده شده. این روستا از نظر جغرافیایی دارای هوای معتدل کوهستانی است و همین امر تعاملات انسان با طبیعت را بهترین نحوه در بین مردم نشان میدهد

## جمعیت
بر پایه سرشماری عمومی نفوس و مسکن در سال ۱۳۹۵، جمعیت این روستا برابر با ۸۵۶ نفر (۲۷۰ خانوار) بوده‌است.